# Pavel Nikolajevič Jevdokimov
Pavel Nikolajevič Jevdokimov (rusky Павел Николаевич Евдокимов; 15. srpna 1901 Sankt Petěrburg – 16. září 1970 Meudon) byl ruský pravoslavný teolog, působící na Pravoslavném teologickém ústavu sv. Sergeje v Paříži.

## Život
Jevdokimov pocházel z aristokratické rodiny v Sankt Petěrburgu. Když mu bylo šest let, byl zavražděn jeho otec. Studoval teologii v Kyjevě. Po první světové válce, během které narukoval do bělogvardějské armády, vynuceně emigroval z důvodu bolševického puče na Rusi, a nakonec se usídlil v Paříži, jež se společně s Prahou stala centrem ruského emigrantského života. Nejprve se zde z existenciálních důvodů živil převážně dělnickými profesemi: pracuje jako dělník v továrně automobilů, ale také jako řidič, číšník, kuchař nebo uklízeč. Pak na Pravoslavném teologickém ústavu sv. Sergeje dosáhl doktorátu teologie. Dále získal doktorát z literatury na základě práce Dopisy Dostojevského a problém zla na Fakultě literatury univerzity v Aix-en-Provence.
Od roku 1962 působil jako profesor teologie na teologickém ústavu sv. Sergeje. Postupně se stal známým exilovým teologem a účastnil se jako pozorovatel Druhého vatikánského koncilu.

### Osobní život
Pavel Jevdokimov byl dvakrát ženatý a to přestože pravoslavná církev vnímá druhý svazek jako určitou nedokonalost, protože manželství je vnímáno jako svazek věčného pouta, které nezaniká smrtí jednoho z partnerů. V roce 1927 se oženil s Natašou Brunovou, jež byla po otci Francouzka z jihu, po matce Ruska z Kavkazu. Z manželství se narodily dvě děti: dcera Nina v roce 1928 a syn Michel v roce 1930. V roce 1945 ovdověl, neboť manželka Nataša zemřela na rakovinu. V roce 1954 se znovu oženil s Tomoko Sakaiovou, pětadvacetiletou dcerou japonského diplomata a Angličanky.

## Teologie manželství
Jevdokimov věnoval dvě knihy spiritualitě manželství: Svátost lásky (Le Sacrement de l'amour) a Žena a spása světa. Jevdokimov jde stejným směrem při zkoumání smyslu lásky, který převzal od Vladimira Solovjova a Nikolaje Berďajeva, a snaží se dát svým závěrům pevný dogmatický základ. Zdůrazňuje, že křesťanství ctí manželství muže a ženy ve svátostném spojení a varuje před tendencí pohlížet na něj z pohledu sociologie a psychologie, které jej zbavují duchovní roviny.
Manželský stav činí z manžela a manželky jednu hypostasis. Vztah této hypostaze s Bohem se podobá vztahu mnicha a Boha. Sjednocení muže a ženy v jednom bytí Jevdolimov analogicky připodobnil ke znamení spásy v Bohu-Trojici, v soupodstatné jednotě Otce, Syna a Ducha svatého, která je božským archetypem a ikonou manželského společenství.

## Dílo
Karel Sládek používá přepis jména Jevdokimov z azbuky, jenž odpovídá normám pro transliteraci jmen z azbuky do češtiny. Varianta „Evdokimov“ zachovává úzus českých překladů Evdokimových děl a užití zahraniční transliterace z azbuky do jiného jazyka.
- Dostoïevski et le problème du mal.
- La Femme et le salut du monde.
- L'Orthodoxie.
- Gogol et Dostoïevski ou la Descente aux enfers.
- Le Sacrement de l'amour: Le mystère conjugal à la lumière de la Tradition orthodoxe.
- Les Ages de la vie spirituelle, Des Pères du désert à nos jours.
- La Connaissance de Dieu selon la Tradition orientale, L’enseignement patristique, liturgique et iconographique.
- L'Esprit-Saint dans la Tradition orthodoxe.
- La Prière de l’Église d’Orient: La Liturgie de saint Jean Chrysostome.
- Le Christ dans la pensée russe.
- L'Art de l'icône, théologie de la beauté.
- L'Amour fou de Dieu.
- La Nouveauté de l'Esprit.
- Le Buisson ardent.
- La Vie Spirituelle dans la ville.
- Gotteserleben und Atheismus.

### České překlady
- EVDOKIMOV, Pavel. Epochy duchovního života: Od pouštních Otců do našich dnů. Překlad : z francouzského originálu přeložil Václav Ventura. 1. vyd. Olomouc, Velehrad: Refugium Velehrad-Roma, Centrum Aletti, 2002. 257 s. ISBN 80-86045-94-3.
- EVDOKIMOV, Pavel, 2011. Žena a spása světa. [s.l.]: Refugium Velehrad-Roma. ISBN 978-80-7412-066-4.